# بهشية هامشية
البَهْشِيِّة الهامشية (باللاتينية: Ilex marginata) نوع نباتي يتبع جنس البهشية من الفصيلة البهشية.
موطنها فنزويلا.